# Tejido entrecruzado

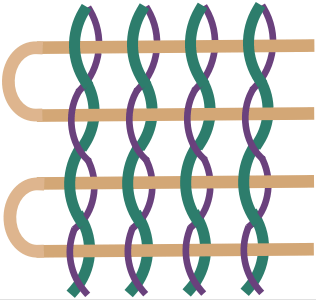
Tejido entrecruzado básico

El tejido entrecruzado o enredado (también llamado tejido de malla o de gasa según la distancia entre hilos),es un tejido en el que se entrecruzan dos hilos de urdimbre alrededor de los hilos de trama para proporcionar una tela fuerte pero transparente. El hilo de urdimbre estándar se combina con un hilo esqueleto  Estos hilos de urdimbre entrecruzados se adhieren firmemente a la trama, lo que provoca la durabilidad de la tela. El tejido entrecruzado produce una tela abierta casi sin deslizamiento del hilo ni pérdida de colocación de los hilos.

## Usos

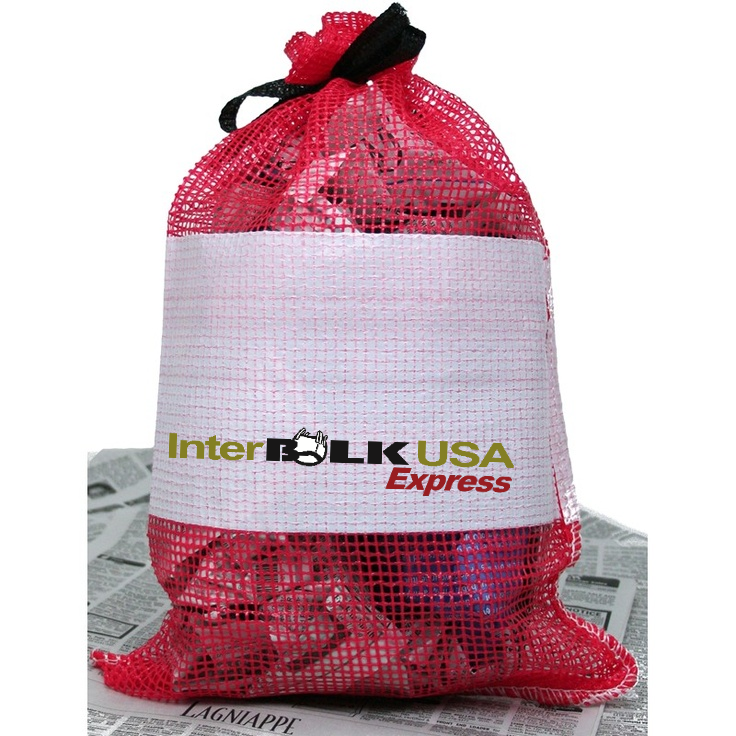
Bolsa de malla de tejido entrecruzado para mariscos, leña y hortalizas.

La tela de un tejido entrecruzado, que permite que la luz y el aire pasen libremente, se utiliza en cualquier área donde se requiere una tela de tejido transparente y abierta que no se magulle (donde los hilos se alejan de sus posiciones originales, alterando la uniformidad del tejido). . Si se tejiera un tejido plano simple de adentro hacia afuera muy flojo para lograr una tela transparente, los hilos tenderían a magullarse. Los tejidos enredado se utilizan a menudo para instalar en ventanas y para capas transparentes de ropa fina.Cuando se fabrica con fibra de vidrio u otros hilos fuertes o cuando se impregna con un compuesto de refuerzo, se puede utilizar como material de ingeniería en la construcción. Debido a la apertura de la tela, si se requiere una cubierta sólida en un contexto de construcción, a menudo se usa junto con otros estilos de tejido. 

### Artículos fabricados
- Bolsas de productos: cebollas, patatas, repollo.
- Bolsas de marisco: ostras, mejillones y almejas
- Bolsas de leña
- Cortinas y drapeados
- Mosquiteras
- Ropa

## Fabricación
Para  fabricar un tejido entrecruzado, el telar se enhebra con el hilo de urdimbre y un hilo doble juntos. El hilo doble puede ser de peso y resistencia similares o menores. La trama se teje y para cada lanzadera de trama los hilos de urdimbre se retuercen intercambiándolos para producir un patrón en forma de ocho.  

## Karamiori
Karamiori (絡織り/搦み織り, "tejido enredado", derivado del verbo karamu, "enredar") se refiere a una categoría de tejidos enredados japoneses que abarcan una serie de técnicas y tejidos resultantes. Karamiori es un método de producción textil muy antiguo, que se cree que se originó en algún momento del período Nara, introducido en Japón desde Asia continental.
Hay tres tipos básicos de karamiori utilizados en Japón:  (絽 ro?) ,  (紗 sha?)  y  (羅 ra?)  . 'Ro' se refiere a una tela de tejido liso o de sarga con rayas horizontales intercaladas de tejido enredado; sha es un tejido enteramente enredado; y ra combina el concepto de hilos de urdimbre entrecruzados con una estructura de tejido mucho más abierta, creando patrones en la urdimbre que parecen similares a los que se ven en crochet y encaje . También se ven otras variedades, como tate-ro (" ro vertical"), aunque con menos frecuencia; Las tres telas se ven típicamente en kimonos y obi adecuados para usar en verano.